# André et les Fantômes
Pour plus de détails, voir Fiche technique et Distribution.
André et les Fantômes (The Remarkable Andrew) est un film américain en noir et blanc réalisé par Stuart Heisler, sorti en 1942.

## Synopsis
Le jeune André a trois centres d'intérêt dans la vie : son travail d'expert comptable au conseil municipal, sa fiancée Peggy, et l'étude de l'histoire américaine. Il voue un culte au défunt président et général Andrew Jackson. Lorsque André découvre que les comptes municipaux sont anormalement déficitaires, les escrocs coupables cherchent à le discréditer et à l'emprisonner. L'esprit du président Andrew Jackson lui apparaît pour l'aider, ainsi que les esprits des Pères fondateurs des États-Unis...

## Fiche technique
- Titre original : The Remarkable Andrew
- Titre français : André et les Fantômes
- Réalisation : Stuart Heisler
- Scénario : Dalton Trumbo, d'après son roman  (1941) et scenario
- Direction artistique : Hans Dreier, A. Earl Hedrick
- Costumes : Edith Head
- Photographie : Theodor Sparkuhl
- Montage : Archie Marshek
- Musique : Victor Young
- Production : Richard Blumenthal
- Société de production et de distribution : Paramount Pictures
- Pays d'origine : États-Unis
- Langue originale : anglais
- Format : noir et blanc —  35 mm — 1.37:1 — son : mono (Western Electric Mirrophonic Recording)
- Genre : comédie, Fantastique
- Durée : 81 minutes
- Dates de sortie :
  -  États-Unis : 5 mars 1942
  -  France : 24 mai 1946

## Distribution
- Brian Donlevy : le général Andrew Jackson
- William Holden : Andrew Long
- Ellen Drew : Peggy Tobin
- Montagu Love : le général George Washington
- Gilbert Emery : M. Thomas Jefferson
- Brandon Hurst : M. Chief Justice John Marshall
- George Watts : Dr Benjamin Franklin
- Rod Cameron : Jesse James
- Jimmy Conlin : soldat Henry Bartholomew Smith
- Richard Webb : Randall Stevens
- Spencer Charters : Dr Clarence Upjohn
- Minor Watson : District Attorney Orville Beamish
- Clyde Fillmore : Mayor Ollie Lancaster
- Thomas W. Ross : juge Ormond Krebbs
- Porter Hall : Chief Clerk Art Slocumb
- Wallis Clark : City Treasurer R. R. McCall
- Milton Parsons : Purchase Agent Sam Savage
- Helena Phillips Evans : Mme Grondos
- Tom Fadden : Jake Pearl
- Harlan Briggs : le shériff Clem Watkins
- Nydia Westman : Mlle Van Buren
- Frances Gifford : Mlle Halsey
- Martha O'Driscoll : la secrétaire du District Attorney's